# Dahmouni
Dahmouni (anciennement Trumelet durant l'époque de l'Algérie française), est une commune de la wilaya de Tiaret en Algérie.